# Dismaland

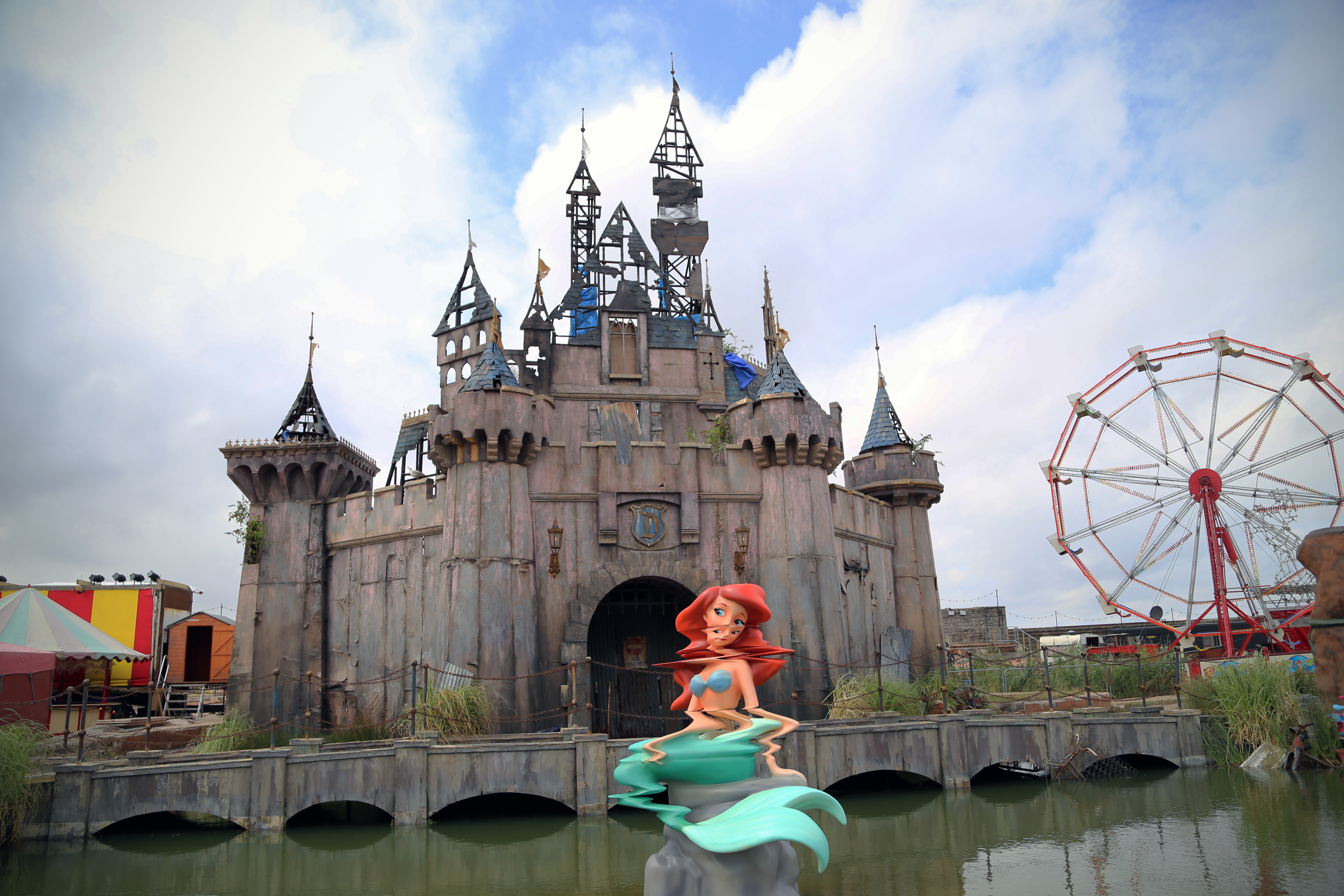
Dismaland.

Dismaland fue un parque de atracciones creado por el artista británico Banksy ubicado en el complejo Weston-super-mare en Somerset, Inglaterra. Concebido como un proyecto artístico, Banksy lo describe como un "parque temático inadecuado para niños".
En la construcción del parque han participado más de 58 artistas invitados personalmente por el autor. Se pueden encontrar en él obras inéditas de artistas como Damien Hirst, Jenny Holzer y Jimmy Cauty, además de Banksy.
El nombre elegido para el parque juega con la palabra inglesa dismal, que significa deprimente; y pretende ser una crítica irónica de Disneyland, algo que ponen de manifiesto en su logo y en el pie de su página web, donde se puede leer The following are strictly prohibited in the Park – spray paint, marker pens, knives and legal representatives of the Walt Disney Corporation. ("Estrictamente prohibido en el parque - spray, pintura, rotuladores, cuchillos y representantes legales de la Corporación Walt Disney").
El parque fue una instalación temporal, inaugurada el 22 de agosto de 2015 y clausurada el 28 de septiembre del mismo año.